# Neobisium sbordonii
Espèce
Neobisium sbordonii est une espèce de pseudoscorpions de la famille des Neobisiidae.

## Distribution
Cette espèce est endémique de la province de Kahramanmaraş en Turquie. Elle se rencontre à Afşin dans la grotte Guezeu Mağarası.

## Étymologie
Cette espèce est nommée en l'honneur de Valerio Sbordoni.

## Publication originale
- Beier, 1973 : Beitrage zur Pseudoscorpioniden-Fauna Anatoliens. Fragmenta Entomologica, vol. 8, no 5, p. 223-236.